# Текес (уезд)
Текес (кит. упр. 特克斯县, пиньинь Tèkèsī xiàn, уйг.  تېكەس ناھىيىسى‎, Tekes Nahiyisi) — уезд Или-Казахского автономного округа Синьцзян-Уйгурского автономного района Китая.

## История
В 1884 году цинское правительство создало провинцию Синьцзян, и с 1888 года данная территория вошла в состав уезда Нинъюань. В 1932 году из уезда Нинюань был выделен уезд Гунлю. В 1937 году из уезда Гунлю был выделен уезд Текес. В 1942 году из уезда Текес был выделен уезд Монголкюре.

## Географическое положение
На севере уезд граничит с уездом Токкузтара, на востоке — с Байнгол-Монгольским автономным округом, на западе — с уездом Монголкюре, на юге — с округом Аксу.

## Административное деление
Уезд Текес делится на 4 посёлка, 2 волости и 2 национальные волости.